# أحمد علي كامل
أحمد علي كامل محمد غريب (مواليد 21 مايو 1986 - ) هو لاعب كرة قدم مصري يلعب حاليًا لصالح نادي البنك الأهلي المصري و‌منتخب مصر لكرة القدم في مركز الهجوم.

## مسيرته الكروية

### بداياته
بدأ أحمد على مشواره في نادي غزل شبين واشتراه نادي إنبي ولعب معه تحت السن ولكنه لم يكن يشارك في المباريات ، وكان يدرب الفريق وقتها الألمانى راينر تسوبيل وهاني رمزي ، ولما وجد أن مشاركته ستكون قليلة ، حيث لم يشارك إلا في مباراتين فقط لوجود عمرو زكي ومجدي عبد العاطي ، ذهب إلى نادي بترول أسيوط عن طريق محمد عامر ، ولعب 6 أشهر وأحرز 9 أهداف ، وعندما صعد البترول إلى الأضواء أصيب بالتهاب في وتر أكيليس ، وفي عضلات البطن السفلى ، فلم يشارك في الدور الأول وشارك في الدور الثاني وأحرز 4 أهداف ، وكانت مباراة الإسماعيلي هي سبب انتقاله إليه.

### مسيرته مع الأندية
بزغ نجم علي بعد انتقاله لنادي الإسماعيلي قادمًا من نادي بترول أسيوط. فأحرز 8 أهداف في موسمه الأول مع ناديه الجديد ، موسم 2009–2010، ليتوج هدافًا لفريقه وفي المرتبة السابعة في قائمة هدافي الموسم. انتقل أحمد علي في يناير 2011 لنادي الهلال السعودي معارًا لفترة مدتها 6 أشهر مقابل 3 ملايين جنيه مصري للإسماعيلي ، فيما يحصل اللاعب على مليوني جنيه في الأشهر الستة. كما ارتضى أحمد علي على تمديد تعاقده مع الإسماعيلي لمدة موسم إضافي لينتهي العقد الجديد في عام 2014 وذلك حتى يتسنى له إتمام انتقاله لنادي الهلال.
تعرض أحمد علي للانتقادات الجماهيرية في بداياته مع الهلال السعودي قبل أن يتأقلم ويبدأ في تسجيل الأهداف. ومن ثم وصفه عبد الرحمن بن مساعد بالصفقة الرابحة في 8 أبريل 2011.
حصد أحمد علي على كأس ولي العهد السعودي 2010-2011 بعد الفوز على فريق الوحدة بخماسية نظيفة في 15 أبريل ليكون أول ألقابه مع الهلال. أحرز علي أول الأهداف الخمسة في الدقيقة 24 قبل أن يصنع هدفين آخرين لزملائه.

### مسيرته مع المنتخب
استدعاه حسن شحاتة المدير الفني لمنتخب مصر الأول لتمثيل منتخب بلاده لأول مرة في مباراة ودية أمام منتخب الكونغو الديمقراطية وكان ذلك في 11 أغسطس 2010. وقد قدم علي مستوى مقنعًا توجه بإحراز هدفين في اللقاء الذي انتهى بفوز الفراعنة 6–3. اشترك أحمد علي في دورة حوض النيل 2011 الودية محرزًا هدفين للمنتخب المصري الذي توج بلقب البطولة.

## ألقابه
مع نادي الهلال السعودي 
- كأس ولي العهد السعودي: 2010-2011
- دوري زين السعودي الممتاز للمحترفين 2010-2011

 مع الزمالك 
- الدوري المصري الممتاز (1): 2014-2015
- كأس مصر (2): 2013، 2014

 مع منتخب مصر 
- دورة حوض النيل 2011

## وصلات خارجية
- أحمد علي كامل على موقع قاعدة بيانات كرة القدم.إي يو (الإنجليزية)
- أحمد علي كامل على موقع ناشيونال فوتبول تيمز (الإنجليزية)
- أحمد علي كامل على موقع Soccerway.com (الإنجليزية)
- أحمد علي كامل على موقع عالم كرة القدم.نت (الإنجليزية)

- أحمد علي كامل - من موقع Football Database